# Deutsche Futsal-Meisterschaft 2019
Die Deutsche Futsal-Meisterschaft 2019 war die 14. Auflage der deutschen Meisterschaft im Futsal. Die Endrunde fand in der Zeit vom 20. April bis 8. Juni 2019 statt. Sieger wurde erstmals der TSV Weilimdorf. Titelverteidiger VfL 05 Hohenstein-Ernstthal schied im Halbfinale aus.

## Teilnehmer
Für die Deutsche Futsal-Meisterschaft qualifizierten sich die Meister und Vizemeister der fünf Regionalverbände des DFB. 
| Platz | Nord         | West                                 | Südwest                   | Nordost                     | Süd                 |
| 1     | HSV-Panthers | MCH Futsal Club Bielefeld-Sennestadt | Futsal Club Warriors Saar | VfL 05 Hohenstein-Ernstthal | TSV Weilimdorf      |
| 2     | FC St. Pauli | Futsal Panthers Köln                 | SC 07 Idar-Oberstein      | FC Liria Berlin             | SSV Jahn Regensburg |

## Modus
Die fünf Regionalmeister und der Vizemeister des besten Regionalverbandes sind automatisch für das Viertelfinale qualifiziert. Zur Ermittlung des besten Regionalverbandes wurde eine Leistungstabelle herangezogen, bei der das Abschneiden der Mannschaften bei den drei letzten ausgetragenen deutschen Meisterschaften berücksichtigt wird. Das Freilos ging 2019 an den Vizemeister des Regionalverbands Nordost. Die vier anderen Vizemeister greifen bereits im Achtelfinale in das Turnier ein. Dabei trifft der Vizemeister des zweitbesten Regionalverbandes auf den des fünftbesten und der Vizemeister des drittbesten Regionalverbandes auf den des viertbesten. Erstmals finden die Partien des Achtel-, Viertel- und Halbfinals im Hin- und Rückspiel statt. Heimrecht im Finale hat der Sieger des ersten Halbfinals. Die Partien ab dem Viertelfinale wurden durch eine Auslosung am 1. April 2019 festgelegt.

## Spielplan

### Achtelfinale
Gespielt wurde am 20. sowie am 27. April 2019.
|                      | Gesamt |                     | Hinspiel | Rückspiel |
| -------------------- | ------ | ------------------- | -------- | --------- |
| Futsal Panthers Köln | 6:4    | SSV Jahn Regensburg | 3:3      | 3:1       |
| SC 07 Idar-Oberstein | 5:13   | FC St. Pauli        | 2:9      | 3:4       |

### Viertelfinale
Gespielt wurde am 4. sowie am 11. Mai 2019.
|                             | Gesamt |                               | Hinspiel | Rückspiel            |
| --------------------------- | ------ | ----------------------------- | -------- | -------------------- |
| FC Liria Berlin             | 9:9    | MCH Futsal Club BI-Sennestadt | 3:3      | 6:6 n. V. 5:4 i.S. a |
| TSV Weilimdorf              | 19:7   | Futsal Club Warriors Saar     | 12:5     | 7:2                  |
| VfL 05 Hohenstein-Ernstthal | 13:3   | FC St. Pauli                  | 6:0      | 7:3                  |
| HSV-Panthers                | 14:6   | Futsal Panthers Köln          | 10:6     | 4:2                  |

### Halbfinale
Gespielt wurde am 18. sowie am 25. Mai 2019.
|                             | Gesamt |                | Hinspiel | Rückspiel   |
| --------------------------- | ------ | -------------- | -------- | ----------- |
| VfL 05 Hohenstein-Ernstthal | 7:9    | HSV-Panthers   | 3:3      | 4:6         |
| FC Liria Berlin             | 7:8    | TSV Weilimdorf | 5:3      | 2:5 n. V. b |

### Finale
Gespielt wurde am 8. Juni 2019 in der Stuttgarter SCHARRena.
|                | Ergebnis |              |
| -------------- | -------- | ------------ |
| TSV Weilimdorf | 5:4      | HSV-Panthers |